# Paraclitopa fuscipennis
Paraclitopa fuscipennis är en skalbaggsart som beskrevs av Moser 1919. Paraclitopa fuscipennis ingår i släktet Paraclitopa och familjen Melolonthidae. Inga underarter finns listade i Catalogue of Life.